# Arakeri, Bilgi
Arakeri là một làng thuộc tehsil Bilgi, huyện Bagalkot, bang Karnataka, Ấn Độ.